# Chipre en los Juegos Olímpicos de Sídney 2000
Chipre estuvo representado en los Juegos Olímpicos de Sídney 2000 por un total de 22 deportistas que compitieron en 4 deportes.  
El portador de la bandera en la ceremonia de apertura fue el tirador Antonis Andréu. El equipo olímpico chipriota no obtuvo ninguna medalla en estos Juegos.